# Велики мост Данјанг - Куншан
Велики мост Данјанг – Куншан је 169 км дугачак вијадукт на железничкој прузи велике брзине Пекинг – Шангај. То је најдужи мост на свету, сматра се једно од инжењерских чуда данашњице. Повезујући популарне метрополе Кине, наиме Шангај и Нанкинг у провинцији Ђангсу, овај надвожнички мост је жила куцавица нације. У функцији од 2011. године, Данјанг – Куншан се пружа дуж чувене кинеске реке Јангцекјанг, око 8 до 80 километара на јужној страни реке. Овај мост додирује многа насељена подручја, као што су Данјанг, Чангџоу, Вуси, Суџоу и Куншан, између осталих.
Мост Данјанг–Куншан је саграђен за железнички транспорт на једној од главних кинеских железница велике брзине, на веома великим раздаљинама. Његов распон је био стална препрека у дизајну моста (можда и главна препрека) и фактор за који сваки масивни мост мора да компензује. Међутим, док Mост на језеру Пончартрејн прелази преко воде, а аутопут Банг На прелази преко путева, мост Данианг-Кунсхан је јединствен је по томе што прелази низа различитих терена. Простирући се паралелно са реком Јангцекјанг, цео мост је унутар речне долине. Његов распон обухвата реке, канале, провалије, потоке, равнице, брда, језера и поља риже. Највеће тело воде које пролази је језеро Јангченг, што је распон од око 5 и по миља.

## Мост
Мост се налази на железничкој прузи између Шангаја и Нанкинга у провинцији Ђангсу. Налази се у делти реке Јангце где географију карактеришу низијска пиринчана поља, канали, реке и језера. Мост иде отприлике паралелно са реком Јангце, око 8 до 80 км јужно од реке. Пролази кроз северне ивице насељених центара (од запада ка истоку), почевши од Данјанга, Чангџоуа, Вусија, Суџоуа и завршава се у Куншану. 9 км је дугачка деоница преко отворене воде језера Јангченг у Суџоу.
Завршен је 2010. године, а отворен је 2011. године. Запошљавајући 10.000 људи, градња је трајала четири године и коштала је око 8,5 милијарди долара. Велики мост Данјанг-Куншан тренутно држи Гинисов светски рекорд за најдужи мост на свету у свакој категорији у јуну 2011. године. 

## Пројектант
Кинеска корпорација за путеве и мостове, подружница компаније China Communications Construction пројектовала је и изградила мост. Реч је о кинеској компанији која је финансирана од стране државе, а која је првобитно била део Уреда за инострану помоћ Министарства комуникација Кине. Ова компанија води велике грађевинске пројекте у Кини попут аутопутева, железница, мостова, лука и тунела. 